# Mesoligia modesta
Mesoligia modesta là một loài bướm đêm trong họ Noctuidae.